# Haripad
Haripad est une ville du district d’Alappuzha, dans le Kerala en Inde, connue comme la Ville des Temples.